# The Beresford
The Beresford est un luxueux immeuble d'appartements en coopérative d'habitation situé dans l'Upper West Side de Manhattan, à New York. 

## Situation et accès
Le bâtiment s'élève en bordure de Central Park, entre la 81e et la 82e rue, au nord des non moins célèbres Dakota Building et San Remo Apartments. À proximité se trouve l'American Museum of Natural History.
Le site est desservi par les lignes de métro A,  B et C à la station 81th Street.

## Historique

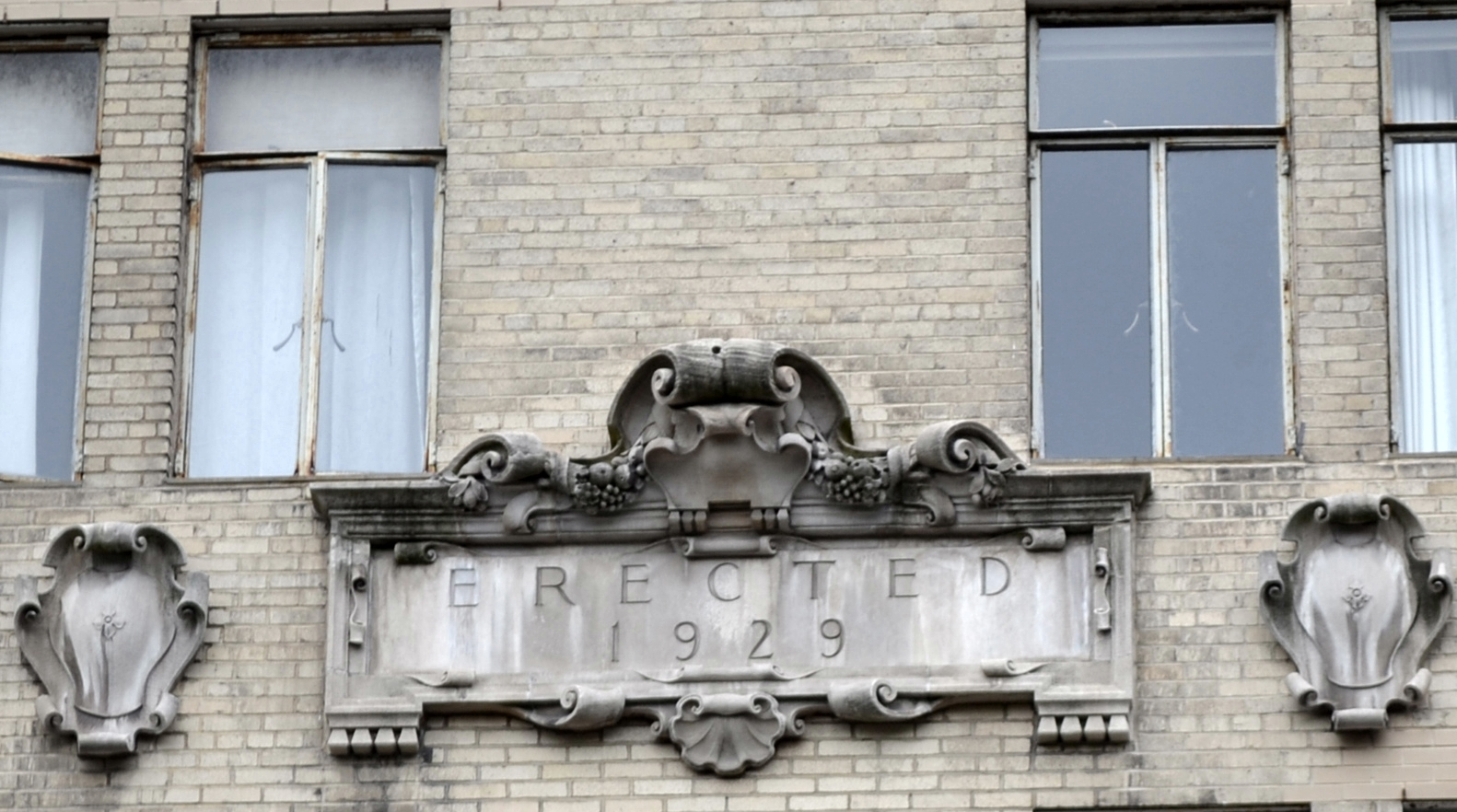
Détail de la façade : "Érigé en 1929".

L'immeuble fut édifié en 1929, sous la direction de l'architecte Emery Roth qui était également l'auteur des San Remo Apartments. Il doit son nom au bâtiment dont il prenait la place, l'hôtel Beresford.
En 2012, une querelle oppose une partie des résidents à un vendeur de hot-dogs installé sous leurs fenêtres.

## Description
Contrairement à ce que sa silhouette monumentale pourrait suggérer, le Beresford n’a pas la forme d’un cube mais celle d’un U. Il compte 175 appartements, répartis sur 23 étages. Il se distingue notamment par ses deux façades sur rue et ses trois tours octogonales, dont l’une masque un réservoir d’eau, chacune arborant une lanterne en cuivre. Il est divisé en trois structures distinctes, qui disposent de leur propre entrée et ascenseur.
À l’origine, le Beresford comptait seulement deux appartements par étage - ce qui n’est plus le cas aujourd’hui. Les appartements étaient vastes et la hauteur sous plafond atteignait 3 mètres pour les étages inférieurs et 3,70 m pour les étages supérieurs.
L’appartement situé dans la tour sud-est, ayant longtemps appartenu à la rédactrice de mode Helen Gurley Brown, est un quadruplex.

## Résidents
Les résidents du Beresford, toujours fortunés, sont également souvent célèbres : l'écrivain et femme d'affaires Helen Gurley Brown, la chanteuse Diana Ross, l'actrice Glenn Close, le joueur de tennis John McEnroe...
En juillet 2007, un magnat de l'édition mettait en vente un duplex de neuf pièces situé aux 21e et 22e étages, face à Central Park, pour la somme de 28 millions de dollars.
Le Beresford, comme d’ailleurs les San Remo Apartments, abrite également un couple de résidents inattendus : des faucons !

## Dans la fiction
La scène d'ouverture du film Le Talentueux Mr. Ripley (1999) se déroule au Beresford.

## Galerie

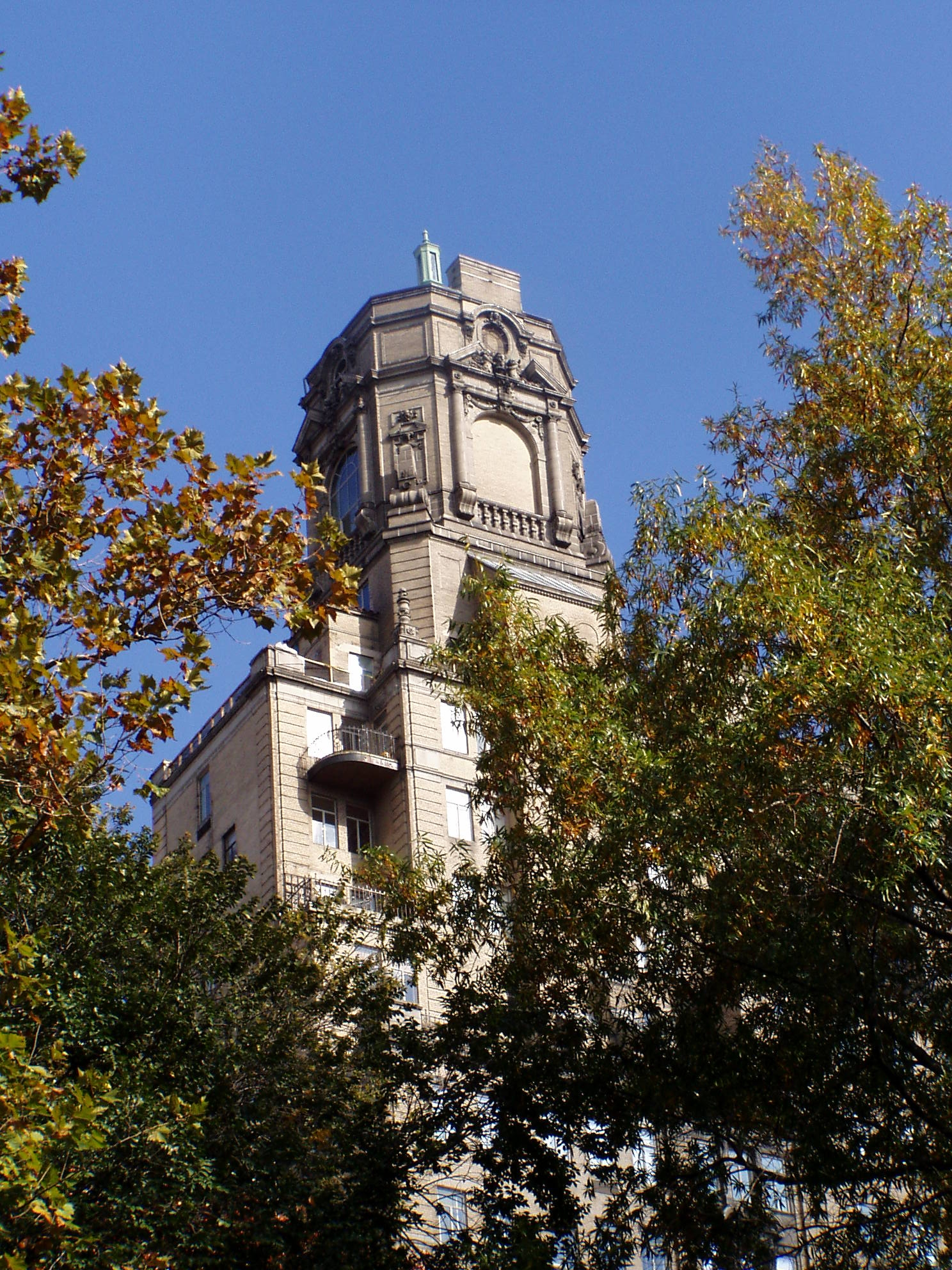
Une des tours.
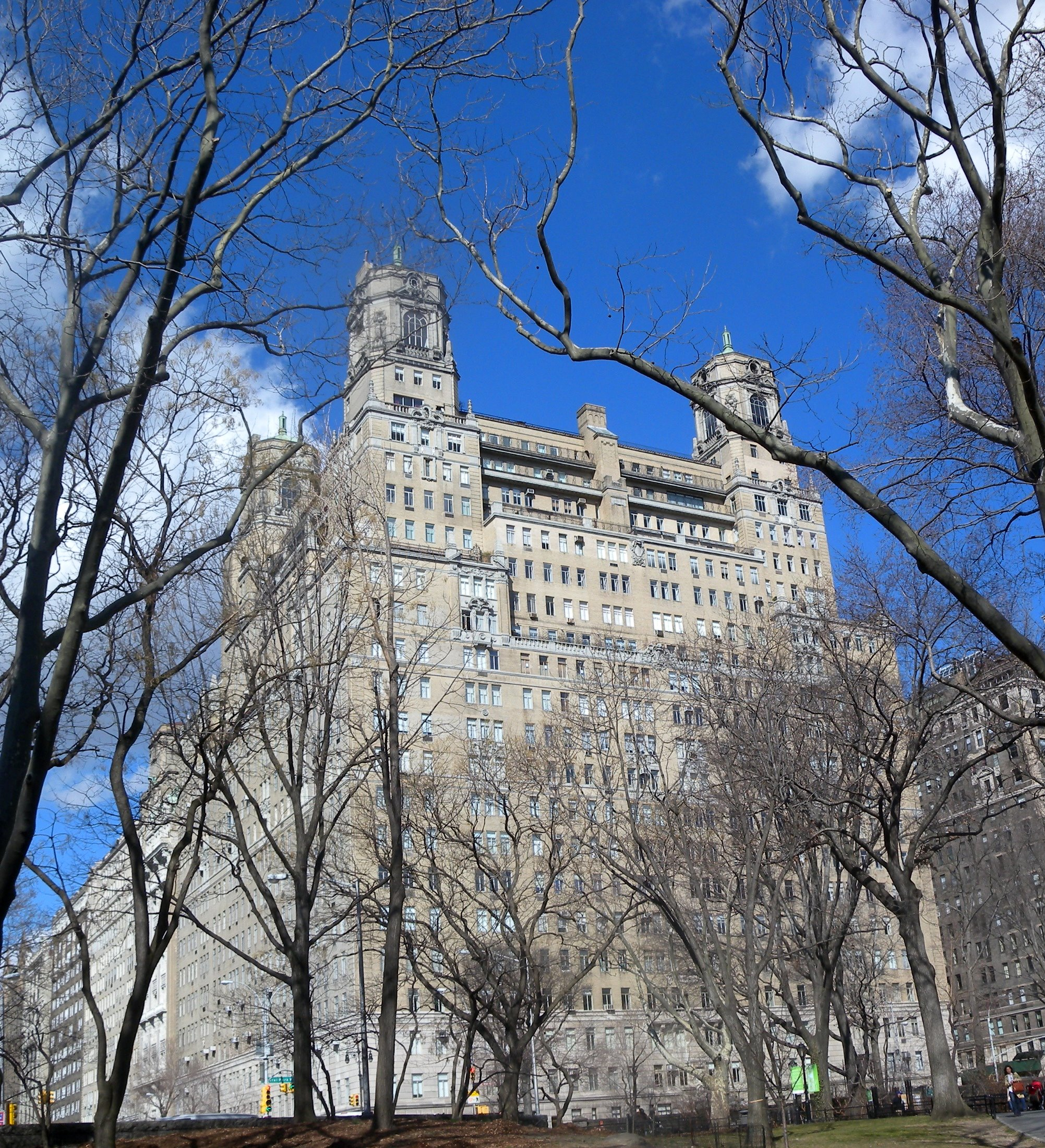
Vue générale depuis le parc.
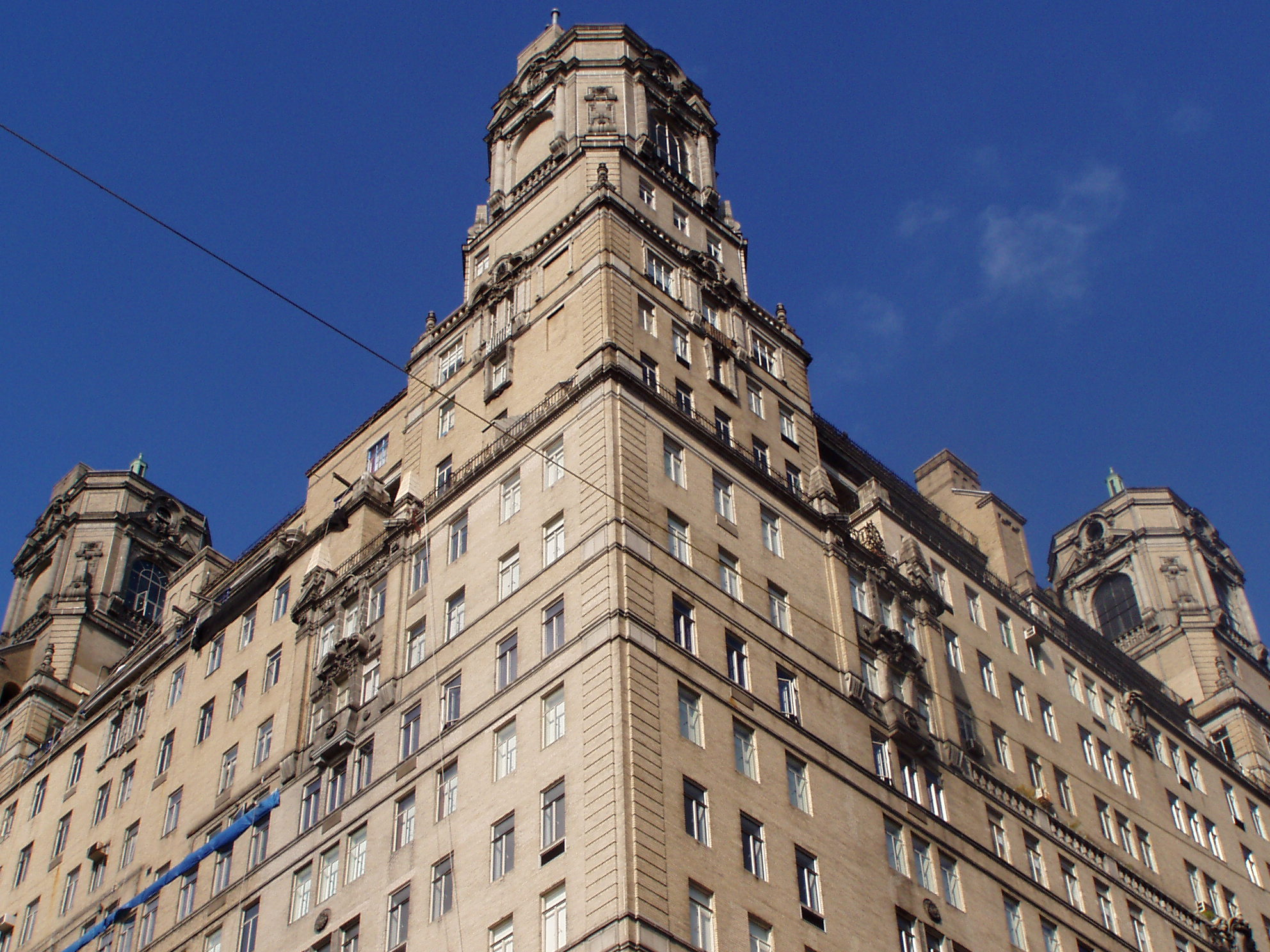
Angle de Central Park West et 81e rue
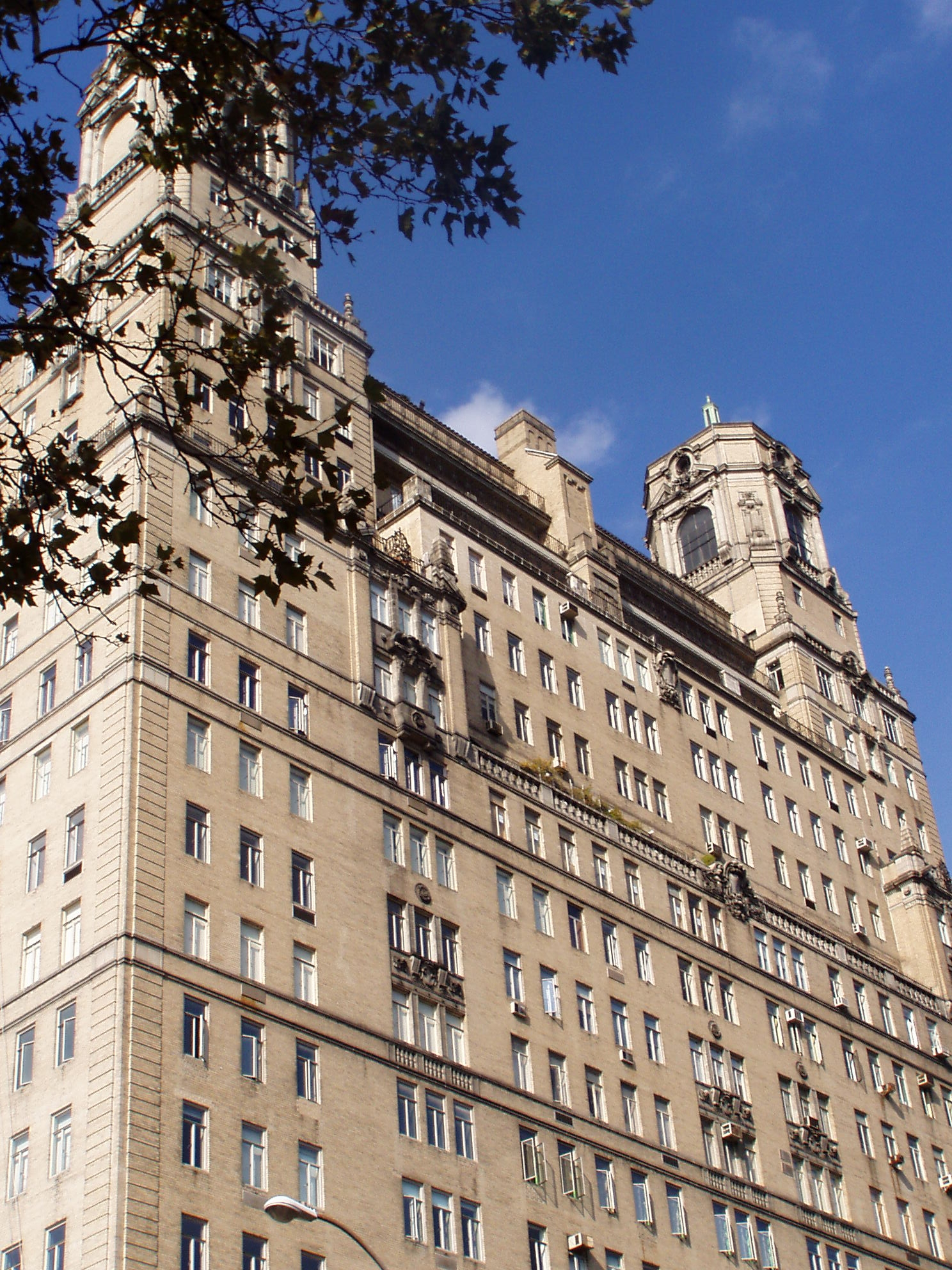
Façade donnant sur le parc.